# الاستكشاف الأوروبي البري لأستراليا

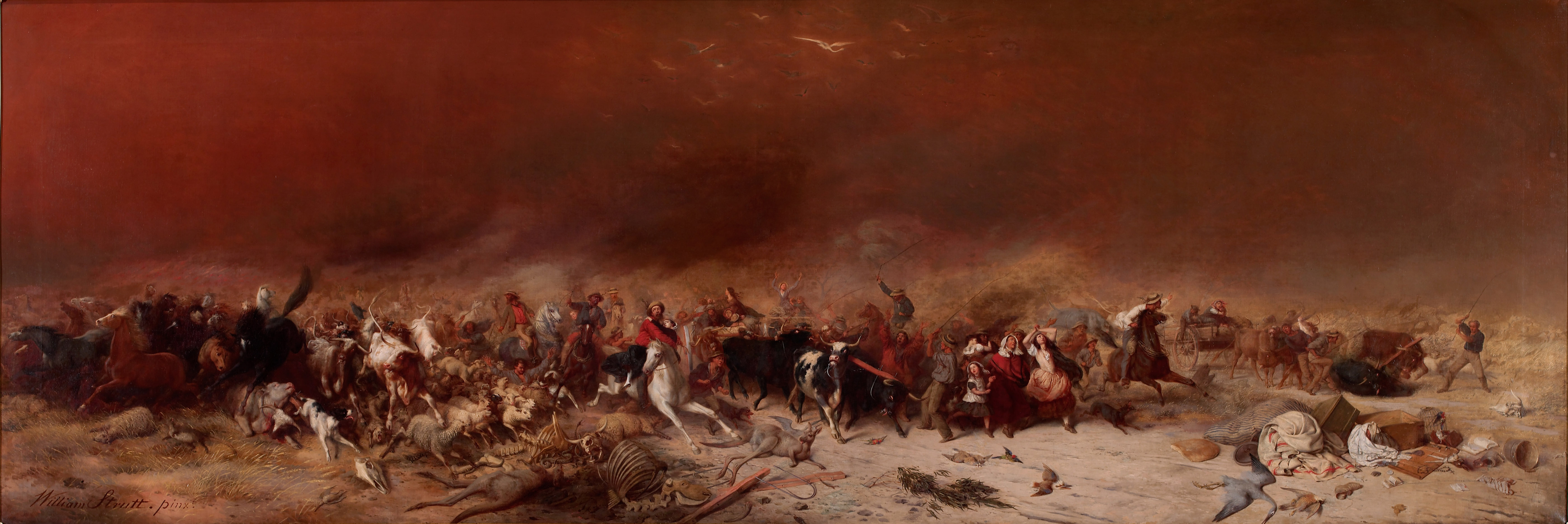

واجه الاستكشاف البري الأوروبي لأستراليا انفتاح المناطق الداخلية لأستراليا على الاستيطان الأوروبي الذي حدث تدريجيًا خلال الفترة الاستعمارية بين عامي 1788-1900. عدد كبير من هؤلاء المستكشفين معروفون جدًا، مثل بورك وويلز المعروفَين بمحاولتهما الفاشلة لعبور المناطق الداخلية من أستراليا، وكذلك هاميلتون هيوم وتشارلز ستورت.

## عبور الجبال الزرقاء
أُحبِطت خطط التوسع غربًا من سيدني لسنوات عديدة بواسطة غريت ديفايدينغ، وهي مجموعة كبيرة من الجبال التي تحجب الساحل الشرقي من حدود كوينزلاند-نيو ساوث ويلز إلى الساحل الجنوبي. سُمي جزء السلسلة القريب من سيدني بالجبال الزرقاء. أعلن الحاكم فيليب جيدلي كينغ أنه لا يمكن اجتياز الجبال وذلك بعد عدة محاولات لعبورهم.
قاد ويليام باترسون رحلة استكشافية شمالًا على طول الساحل إلى منطقة هانتر في عام 1801 وما فوق نهر باترسون (سمي لاحقًا على شرفه من قبل الحاكم كينغ) وفي عام 1804 قاد باترسون رحلة استكشافية إلى ميناء دالريمبل، في ما يعرف الآن باسم تسمانيا، لاستكشاف نهر تامار والصعود شمال نهر إسك أبعد من أي منطقة ذهب إليها أي أوروبي سابقًا.
على الرغم من تصريحات كينغ، واصل بعض المستوطنين محاولة عبور الجبال. غريغوري بلاكسلاند أول من قاد حملة استكشافية عبرتها بنجاح في عام 1813 برفقة وليام لوسون وويليام وينتورث وأربعة من الخدم. مهدت هذه الرحلة الطريق للعديد من الحملات الصغيرة التي بدأت في السنوات القليلة التالية. 
أرسل الحاكم لاكلان ماكواري في 13 نوفمبر 1813، المساح الحكومي جورج إيفانز عبر الجبال الزرقاء للتأكيد على النتائج التي توصل إليها فريق استكشاف بلاكسلاند. تتبع إيفانز عمومًا طريق بلاكسلاند، إذ وصل إلى نهاية طريقهم في 26 نوفمبر 1813 عند نقطة أطلق عليها إيفانز اسم جبل بلاكسلاند. ثم انتقل فريق إيفانز واكتشف منطقة نهر فيش وإلى الغرب بالقرب من تقاطع ما يعرف الآن بنهري فيش وكامبل وصف سهلين، هما سهل أوكونيل وسهول ماكواري. وصل إلى موقع باثرست الحالي في 9 ديسمبر. بعد الاستكشافات التي استغرقت سبعة أسابيع منح الحاكم ماكواري إيفانز 100 جنيه إسترليني و1000 فدانًا من الأراضي بالقرب من ريتشموند في فان ديمنز لاند (تسمانيا). غادر إيفانز إلى تسمانيا في عام 1814.
في عام 1814 وافق الحاكم لاكلان ماكواري على عرض قدمه ويليام كوكس لبناء طريق يعبر الجبال الزرقاء، من سهول الإمو وهي محطة الطرق الحالية غرب سيدني إلى سهول باثرست. كان أول طريق لعبور الجبال الزرقاء بعرض 12 قدمًا (3.7 مترًا) وبطول 101 ½ ميلًا (163.3 كم)، وبُني بين 18 يوليو 1814 و 14 يناير 1815 باستخدام 5 أحرار و 30 عاملا مدانا و 8 جنود كحراس. تفقد الحاكم ماكواري الطريق النهائي في أبريل عام 1815، ومنح كوكس مكافأة قدرها 2000 فدان (810 هكتار) من الأرض بالقرب من باثرست.
في 7 مايو 1815 أعلن الحاكم ماكواري الاسم المستقبلي لمدينة باثرست، وهي أول مدينة داخلية في أستراليا وأعدت لتكون المركز الإداري للسهول الغربية في نيو ساوث ويلز.

## الاستكشاف الداخلي
عاد إيفانز إلى نيو ساوث ويلز بحلول عام 1815 لمواصلة الاستكشافات الداخلية. إيفانز أول مستكشف استعماري يدخل وادي لاكلان  في عام 1815، أطلق على المنطقة اسم سهول أوكسلي نسبةً لرئيسه المساح العام جون أوكسلي. اكتشف أيضًا واديي نهريي أبركرومبي وبيلوبولا. وهو المستكشف الأول للمناطق التي تشمل الآن مدينتي بوروا وكورا.
في 1 يونيو 1815 في يوجورا وهي بلدة في المنطقة الوسطى الغربية من نيو ساوث ويلز، وضع جورج ويليام إيفانز ومجموعته علامة على شجرة عند تقاطع نهر لاكلان مع جدول أطلقوا عليه اسم بيرنز كريك. هذا هو الجزء الغربي الأبعد الذي لم يصله أي أوروبي. في 1 يونيو 1815 واجه نقصًا في المخصصات وعاد إلى باثرست ووصل في 12 يونيو. فتحت هذه الرحلة الطريق لاستكشافات لاحقة، بشكل رئيسي من قبل جون أوكسلي. شارك إيفانز في بعض بعثات أوكسلي.
عاد إيفانز إلى تسمانيا في عام 1817، لكنه عاد مرة أخرى إلى نيو ساوث ويلز في رحلة مع رئيسه جون أوكسلي في رحلات إلى مناطق نهر لاكلان، على طول طريق نهر ماكواري إلى مستنقعات ماكواري وباتجاه الشرق إلى الساحل إلى ميناء ماكواري.

أُصدِرت تعليمات إلى أوكسلي لتولي مهمة استكشاف ومسح مسار نهر لاكلان في مارس 1817. غادر سيدني في 6 أبريل مع إيفانز وهو الشخص الثاني في القيادة وألان كننغهام كعالم نبات. وصل فريق أوكسلي إلى باثرست بعد أسبوع، حيث احتُجزوا لفترة قصيرة بسبب سوء الاحوال الجوية. وصلوا إلى نهر لاكلان في 25 أبريل 1817 وبدأوا باتباع مجراه، إذ يُنقل جزء من المؤن عبره في قوارب. عندما سافر الفريق الاستكشافي غربًا، وجدوا أن البلد المحيط بالنهر المرتفع يُغمر بالمياه على نحوٍ متزايد. أعيق تقدمهم بالمستنقعات الواسعة في 12 مايو، غرب بلدة فوربس الحالية. بعد أن عادوا أدراجهم لمسافة قصيرة، اتجهوا باتجاه الجنوب الغربي عازمين على السفر برًا إلى الساحل الجنوبي الأسترالي. وجد الفريق نفسه في بلدٍ وعرٍ جافٍ بحلول نهاية شهر مايو. أجبِر أوكسلي على العودة إلى نهر لاكلان بسبب نقص المياه وموت اثنين من الخيول. وصلوا في 23 يونيو إلى نهر لاكلان:
«صادفنا فجأةً ضفاف النهر... الذي تركناه قبل خمسة أسابيع تقريبًا».
تابعوا مجرى نهر لاكلان لمدة أسبوعين. صادف الفريق بلدًا غمرته الفيضانات، وفي 7 يوليو سجل أوكسلي ما يلي:
«بكل الآسف والألم أجد نفسي مجبرًا إلى الوصول إلى الاستنتاج بأن المناطق الداخلية في هذا البلد الشاسع هي مستنقع وغير صالحة للسكن». 
صمم أوكسلي على العودة إلى الوراء وبعد استراحة لمدة يومين، بدأ فريق أوكسلي بالعودة على أعقابهم على طول نهر لاكلان. غادروا منطقة لاكلان وهي الموقع الحالي لبحيرة كارجيلغو وعبروا إلى نهر بوغن ثم عبروا إلى مياه القطاع الأعلى لنهر ماكواري، ثم تبعوه مرة أخرى إلى باثرست (وصلوا في 29 أغسطس 1817).
سافر أوكسلي إلى دوبو في 12 يونيو 1818. كتب أنه عَبَر في ذلك اليوم «فوق بلد جميل للغاية، منطقة مشجرة وتبدو آمنة من الفيضانات...» في وقت لاحق من عام 1818، اكتشف أوكسلي ورجاله امتداد نهر ماكواري قبل الدوران غربًا. في 26 أغسطس 1818 تسلقوا تلًا ورأوا أمامهم أرضًا خصبةً غنيةً (نهر بيل)، بالقرب من موقع تامورث الحالي. واصلوا إلى الشرق، عبروا غريت ديفايدينغ مرورًا بشلالات أبسلي في 13 سبتمبر 1818 والتي أطلِق عليها اسم شلالات باثرست. وصفها بأنها «واحدة من أروع الشلالات التي رأيناها». اكتشف وسمى سلسلة آربثنوت، منذ ذلك الحين أعيدت تسميتها لسلسلة ورامبنغلس. عند وصولهم إلى نهر هاستينغز، تبعوه إلى منبعه واكتشفوا أنه يصب في البحر في مكان أطلقوا عليه اسم ميناء ماكواري. في عام 1824 طلب الحاكم توماس بريسبان من هاميلتون هيوم وويليام هوفيل السفر من محطة هيوم بالقرب من كانبيرا الحديثة، إلى خليج سبنسر (غرب أديليد الحديثة). ومع ذلك طُلب منهم دفع التكاليف الخاصة بهم. قرر هيوم وهوفيل أن ميناء ويسترن (في فيكتوريا الحالية) هدفًا أكثر واقعية، وغادرا مع مجموعة من ستة رجال. بعد اكتشاف وعبور نهري مرمبيدجي وموراي، وصلوا في النهاية إلى موقع بالقرب من جيلونغ في العصر الحديث، إلى حد ما غرب الوجهة المقصودة.